# RBP5
RBP5 (англ. Retinol binding protein 5) – білок, який кодується однойменним геном, розташованим у людей на 12-й хромосомі. Довжина поліпептидного ланцюга білка становить 135 амінокислот, а молекулярна маса — 15 931.
| 10         |  | 20         |  | 30         |  | 40         |  | 50         |
| ---------- |  | ---------- |  | ---------- |  | ---------- |  | ---------- |
| MPPNLTGYYR |  | FVSQKNMEDY |  | LQALNISLAV |  | RKIALLLKPD |  | KEIEHQGNHM |
| TVRTLSTFRN |  | YTVQFDVGVE |  | FEEDLRSVDG |  | RKCQTIVTWE |  | EEHLVCVQKG |
| EVPNRGWRHW |  | LEGEMLYLEL |  | TARDAVCEQV |  | FRKVR      |  |            |

A: Аланін

C: Цистеїн

D: Аспарагінова кислота

E: Глутамінова кислота

F: Фенілаланін

G: Гліцин

H: Гістидин

I: Ізолейцин

K: Лізин

L: Лейцин

M: Метіонін

N: Аспарагін

P: Пролін

Q: Глутамін

R: Аргінін

S: Серин

T: Треонін

V: Валін

W: Триптофан

Задіяний у такому біологічному процесі, як транспорт. 
Білок має сайт для зв'язування з ретинолом. 
Локалізований у цитоплазмі.